# Xã East Fallowfield, Quận Crawford, Pennsylvania
Xã East Fallowfield (tiếng Anh: East Fallowfield Township) là một xã thuộc quận Crawford, tiểu bang Pennsylvania, Hoa Kỳ. Năm 2010, dân số của xã này là 1.620 người.